# Jorge Baeza
Jorge Antonio Baeza González (Chile, 29 de septiembre de 1977) es un exfutbolista chileno. Jugaba de delantero y militó en diversos clubes de Chile.

## Trayectoria
Jorge Baeza se inició en las divisiones inferiores de Cobresal, donde debutó profesionalmente en 1996, cuando su equipo terminó en el tercer lugar del campeonato de Primera B, cuyo puesto clasificó a los cobresalinos a la Liguilla de Promoción, para enfrentar a Deportes Temuco, que remató en el 14.º lugar del campeonato de Primera División. Finalmente Baeza no pudo conseguir el ascenso con Cobresal a Primera División por esa liguilla, ya que perdería por el marcador global. En 1997, nuevamente intentó de llevar a Cobresal a Primera División, pero finalmente no lo consigue. En 1998 la tercera fue la vencida, ya que logró llevar a Cobresal a la Primera División, ya que se coronó campeón de la Primera B de ese año. En 1999, Baeza cumplió su sueño de jugar en Primera División con su querido Cobresal, pero la estadía duró muy poco, porque su equipo finalmente descendió ese año, tras perder la Liguilla de Promoción ante Provincial Osorno, perdiendo los 2 compromisos de esa llave ante el equipo osornino. Tras un año 2000, para el olvido, en el año 2001, nuevamente lleva a Cobresal a la Primera División, siendo subcampeón de la Primera B de ese año, quedando detrás de Deportes Temuco. En el 2002, con el equipo de regreso en Primera División, no pudo llevar a su equipo a los playoffs del Torneo de Apertura, pero sí lo hizo en el Clausura. En dicho torneo, hizo el gol de oro con que Cobresal derrotó a Deportes Concepción (que terminó descendiendo ese año), aunque finalmente clasificaron ambos equipos. En los cuartos de final, Baeza jugó los 2 partidos ante Colo-Colo, pero no pudo llevar a su equipo a la semifinal, ya que terminó siendo eliminado por los albos (que terminó siendo el campeón de ese torneo). En el 2003, Baeza y su equipo tuvo un año muy bueno, ya que Cobresal accedió a los playoffs de los 2 torneos. En el Torneo de Apertura, su equipo nuevamente ganó con gol de oro, esta vez a Colo-Colo en el Estadio Monumental, aunque finalmente avanzaron ambos equipos. Posteriormente, Cobresal cae en el gol de oro ante la Universidad de Concepción. En el Torneo de Clausura, Baeza y su equipo se vengaron del equipo del "campanil" en los cuartos de final, la misma ronda donde fueron eliminados por el rival en el torneo anterior y, en semifinales, no pudo ante Colo-Colo, ya que perdió por un marcador global de 3 a 1. En el 2004, cerró su ciclo en Cobresal, con el equipo eliminado de los 2 torneos en la fase regular. En el 2005, Baeza cambió de aires y fichó en Rangers, club en que estuvo solo un año. En el 2006, el delantero nuevamente cambió de equipo y fichó en Unión La Calera, club en donde puso fin a su carrera futbolística.

## Clubes
| Club            | País  | Año       |
| --------------- | ----- | --------- |
| Cobresal        | Chile | 1996-2004 |
| Rangers         | Chile | 2005      |
| Unión La Calera | Chile | 2006      |